# Ewelina Basińska
Ewelina Basińska (ur. 1 września 1986) – polska judoczka.
Była zawodniczka klubów: KSJ Gwardia Koszalin (1997-2000), KJ Samuraj Koszalin (2000-2011), AZS-AWF Warszawa (2007). Brązowa medalistka mistrzostw Polski 2011 w kategorii do 52 kg. Ponadto m.in. młodzieżowa mistrzyni Polski 2007 oraz dwukrotna mistrzyni Polski juniorów (2004, 2005).